# やまびこ号 (特急バス)

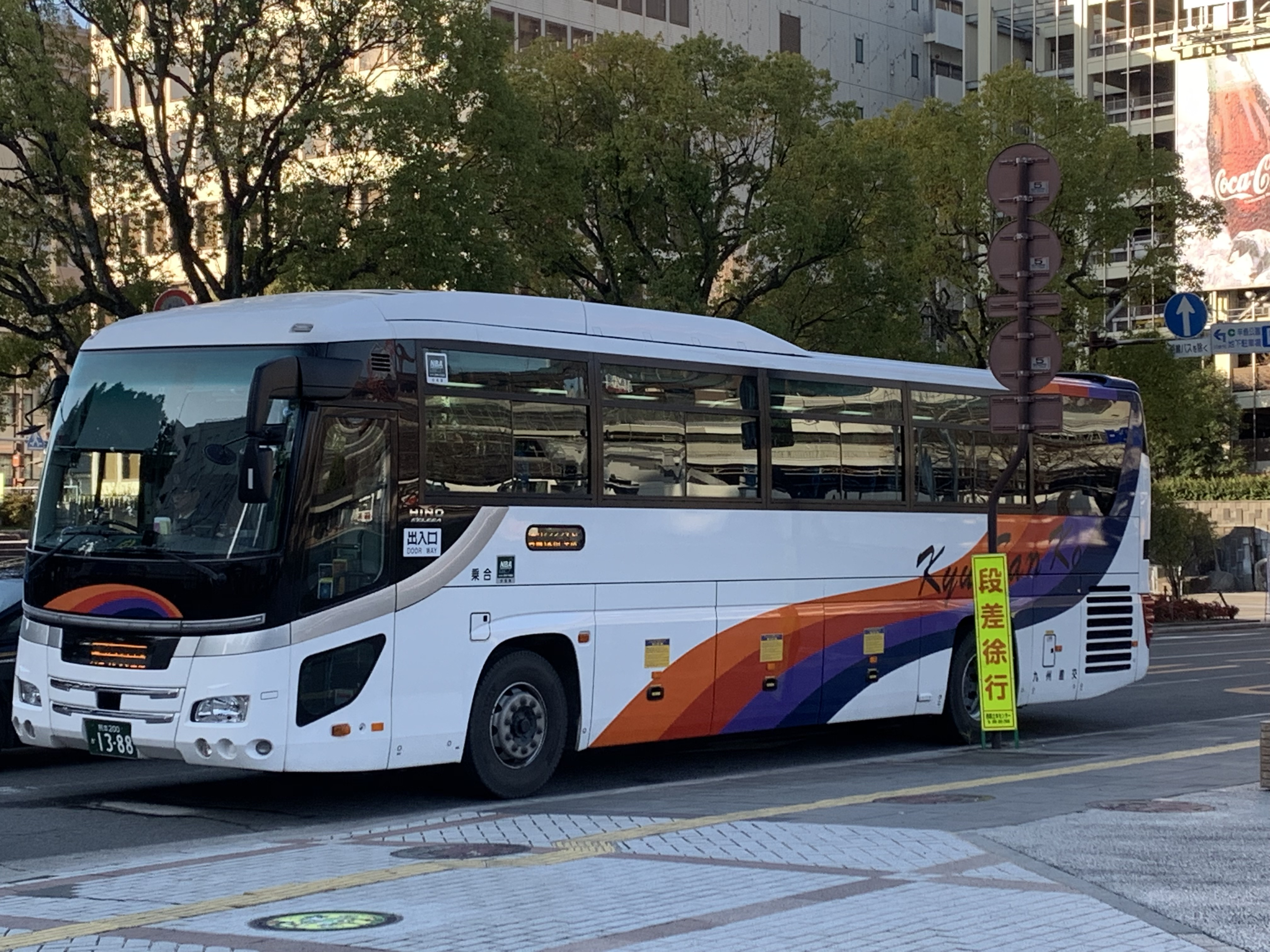
やまびこ号（九州産交バス）

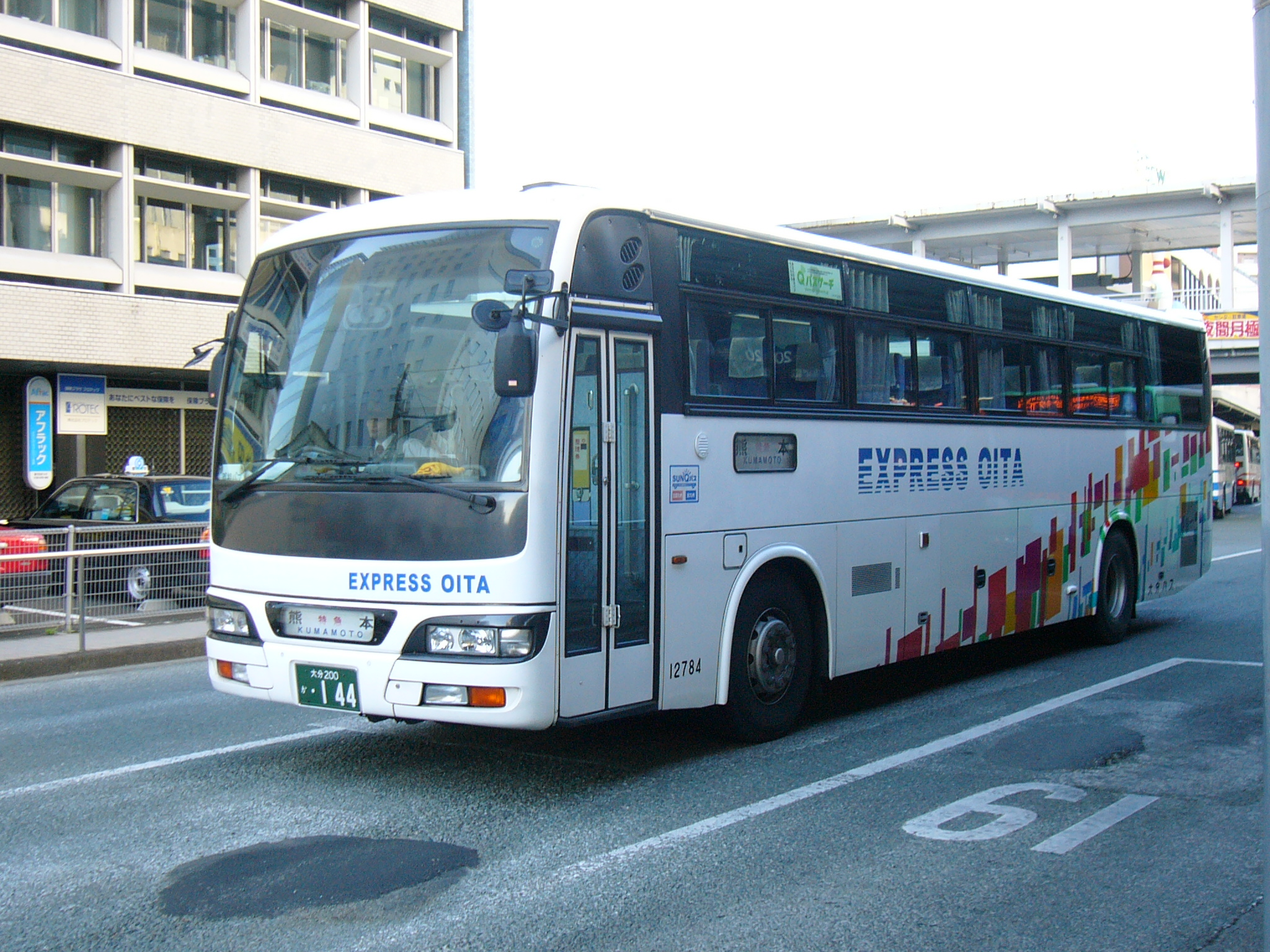
やまびこ号（大分バス）

やまびこ号（やまびこごう）とは、九州産交バスと大分バスが運行する、熊本県熊本市と大分県大分市を結ぶ特急バスである。愛称は、経由地である阿蘇の山並みにちなんだもの。
また、この項では2016年に発生した熊本地震の影響で2019年4月1日から2020年10月11日までの間当路線の補完的路線として九州産交バスが単独で運行していた熊本 - 阿蘇線についても述べる。

## 運行会社
- 九州産交バス
  - 担当営業所：高速営業所
- 大分バス
  - 担当営業所：大分中央営業所

## 沿革

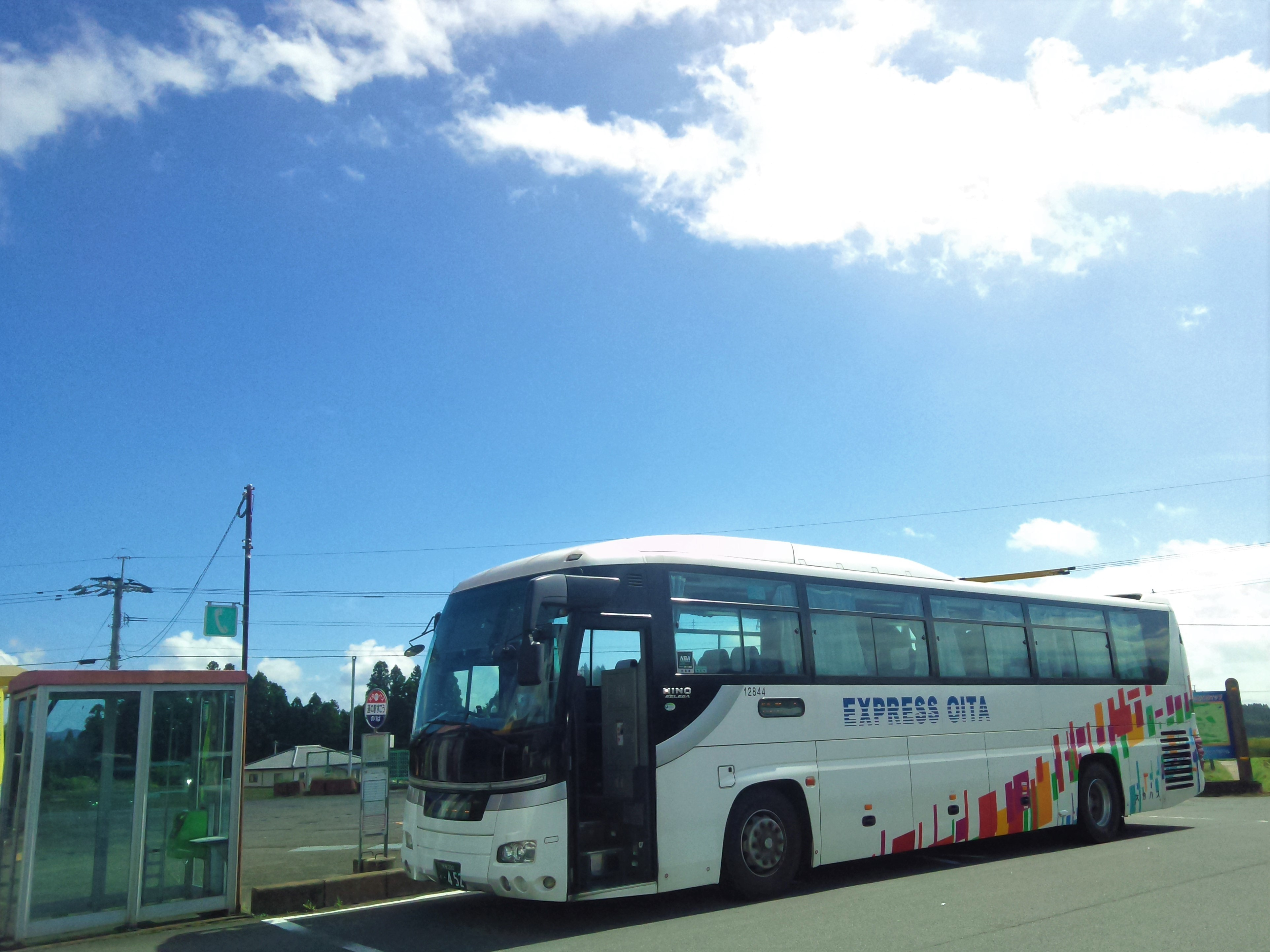
道の駅すごうで休憩中のやまびこ号（大分バス）

- 1967年（昭和42年）12月20日：熊本〜大分線としてやまびこ号が開設される。
  - 九州産交、大分バスの共同運行
  - 開設当初の停留所：熊本辛島町〜子飼橋〜大津中央〜立野〜赤水駅前〜阿蘇駅前〜宮地駅前〜笹倉〜菅尾中学〜玉来局前〜竹田〜田中車庫〜新殿〜犬飼〜大分
  - 2往復（産交1 大分バス1）熊本〜大分
  - 所要時間：4時間15分
- 1969年（昭和44年）
  - 3月 -  熊本交通センター開業1ホーム4番乗り場発に
  - 8月 -  3時間53分に短縮
- 1972年（昭和47年）1月 -  4往復に増回（産交2 大バ2）ワンマン化、大分発着を鶴崎まで延長、熊本〜大分間3時間39分
- 1973年（昭和48年）1月 - 6往復に増回（産交3 大バ3）熊本〜大分間3時間22分
- 1976年（昭和51年）12月 - 熊本県庁〜東バイパス経由に 熊本〜大分間3時間30分に
- 1981年（昭和56年）3月 - 大分発着が大分バスターミナル、大分県庁正門前に 熊本〜大分間3時間45分
- 1982年（昭和57年）2月 - 熊本駅前発着に
- 1986年（昭和61年）
  - 5月 - 車内ビデオ放映開始、ビデオカーの表示
  - 7月 - 大分市大字上戸次の国道10号上尾洞門が豪雨による土砂崩れで埋没崩壊。犬飼久原〜筒井停留所間で長期に渡り迂回・徐行運転を余儀なくされる。同区間が通行制限無く完全に復旧したのは、翌年の6月であった。
- 1989年（平成元年）
  - 7月 - 共通カラーの29人乗り3列シート車導入、座席指定化（事前予約が必要となる）。
    - 大津町内は旧国道経由から大津バイパス経由に、竹田市内は竹田本町経由から国道経由に、大分市内は米良有料道路経由に変更。経路変更に伴う停留所振替の他、筒井を戸次に変更。湯の谷温泉入口と小池野停留所への停車を廃止。
    - 当時の停留所：熊本駅〜交通センター〜通町筋（熊本行・降車のみ）〜味噌天神〜水前寺公園前〜熊本県庁前〜帯山中学校前〜西原〜松の本（熊本IC前）〜東ヶ丘トロン保健センター前〜五軒屋〜バイパス大津〜立野〜赤水駅前〜くま牧場前〜阿蘇駅前〜宮地駅前〜笹倉〜竹田ドライブイン〜玉来〜竹田満徳寺〜朝地駅前〜田中〜新殿〜犬飼久原〜戸次〜上北下郡〜トキハ前〜大分県庁前（大分行・終点）〜金池ターミナル（熊本行・始発）
    - 所要時間：熊本〜大分間3時間15分

  - 12月- 8往復に増回（産交4 大バ4）
- 1990年（平成2年）
  - 7月 - 九州中北部を襲った集中豪雨のため、対抗する九州旅客鉄道（JR九州）豊肥線が1991年10月まで不通に（その間、宮地〜緒方間はJRが代行バスを運行した。）また、このとき「やまびこ」号も道路開通までの数日間、阿蘇〜大観峯〜ミルクロード〜横断道路〜ミルクロード〜波野国道57号線へと迂回運行。
  - 11月 - JR不通の影響で客が増加、10往復に増回（産交5 大バ5）
- 1991年（平成3年）4月 - 12往復に増回（産交6 大バ6）
- 1992年（平成4年）7月 - 対抗する豊肥本線JR急行「火の山」、特急「あそ」に格上げ
- 1993年（平成5年）7月 - 東バイパス経由（熊本県庁前 - 帯山中学前 - 西原 - 松の本 - 東ヶ丘トロン保健センター - 五軒屋 - バイパス大津）から熊本空港経由（熊本県庁前 - 自衛隊前 - 東町中央 - 熊本空港 - バイパス大津）に経路変更。これに伴い熊本 - 大分間の所要時間が3時間17分となる
- 1999年（平成11年）10月 - 10往復に減便（産交5 大バ5）
- 2002年（平成14年）
  - 4月 - 座席指定制を廃止し、事前予約を不要とした「全席自由席定員制」となる。
  - 6月 - 停車停留所を一部変更
    - 「バイパス大津」⇒「大津駅（南口）」
    - 「竹田満徳寺」⇒「竹田温泉花水月」
    - 「上北下郡」⇒「米良バイパス入口」
- 2004年（平成16年）3月 - 競合するJR特急「あそ」は現在の「九州横断特急」になる。
- 2008年（平成20年）10月1日 - 中九州横断道路へ一部経路変更、大分行きを通町筋経由に変更（大分行き、熊本行きともに通町筋停車）、「乙姫ペンション村入口」バス停に新たに停車
- 2010年（平成22年）4月1日 - 「竹田ドライブイン」のバス停名が「道の駅すごう」に変更される。
- 2011年（平成23年）12月1日 - ダイヤ改正を実施。「道の駅すごう」での休憩時間が5分間から10分間となった。
- 2012年（平成24年）
  - 7月 - 九州北部地方を中心に襲った集中豪雨により、宮地駅前 - 米良バイパス入口間の大部分が通行止めとなり不通に。このため、同月12日 - 17日の期間は全面運休し、18日からは復旧までの間、以下のような運行形態となる。
    - 7月18日 - 7月31日
      - 熊本 - 大分間は高速道路＜九州自動車道・大分自動車道＞経由として迂回運行（益城インター口 - トキハ前間ノンストップ）。1日8往復（産交3 大バ5）。なお途中大刀洗パーキングエリアにて10分間休憩を設定。
      - 熊本 - 阿蘇くまもと空港 - 阿蘇駅前間を1日4往復（産交便単独）。

    - 8月1日 - 8月19日
      - 阿蘇駅 - 笹倉間を一部迂回（国道212号（大観峰）〜県道45号（阿蘇公園菊池線）〜県道11号（別府一宮線）〜ミルクロード経由）して全便運行再開。20日からは通常の運行経路に。

    - 同一区間を結ぶJR豊肥本線も、肥後大津 - 宮地間ならびに豊後荻 - 緒方間は代行バスを運行[1]。

  - 9月30日 - この日を以って車内ビデオ（DVD映画）サービスを終了。
- 2014年（平成26年）4月1日 - ダイヤ改正を実施。産交便を3往復減便の上で1日10往復20便から7往復14便（産交2 大バ5）とし、大分発最終便（産交担当）の時刻が18時台から16時台に変更。
- 2015年（平成27年）
  - 4月1日 - ダイヤ改正。大分バス便を1往復減便の上1日6往復12便（産交2 大バ4）に。また、この日より「要町（大分駅高速バスのりば）」バス停に新たに停車。
  - 10月1日 - 中九州横断道路利用を大野IC〜千歳IC間⇒大野IC〜犬飼IC間へ変更。それに伴い「新殿」停留所における乗降扱いを廃止。また、熊本側においては熊本市桜町一帯再開発事業におけるバスターミナル建て替えに伴い、熊本交通センター乗降場所を変更[2]。
- 2016年（平成28年）
  - 4月15日 - 前日に発生した熊本地震の影響で全便運行見合わせとなる。16日未明の本震で南阿蘇村を中心に大半の道路が決壊・土砂の崩落などの甚大な被害を受け一部区間が不通となり、引き続き全便運休。
  - 4月26日 - 特別ダイヤにおいて1日3往復の運行開始（産交1・大バ2）[3]にて運行再開。さらに5月9日からは1往復増便され1日4往復（産交2・大バ2）[4]。一部区間はミルクロード経由として迂回運行のため、立野および赤水駅前は全便通過。
  - 5月16日 - 熊本地震前と同様の6往復の運行を開始。
    - 引き続きミルクロード経由での迂回運行を継続。
    - 赤水駅前に停車再開。立野はこれ以降、停車しないままとなっている。

  - 8月1日 - ダイヤ改正。1往復増便され1日7往復（産交3・大バ4）へ。
  - 10月1日 - ダイヤ改正。
    - 新たに「道の駅おおの」に停車開始に伴い、一部運行経路変更に併せ時刻も一部変更。
    - 「田中」停留所における乗降扱いを廃止。

  - 11月1日 - ダイヤ改正に伴い経路変更。
    - 赤水駅前 - アーデンホテル阿蘇間を延伸し、途中で同区間を往復し、赤水駅前に二度停車する経路となる。熊本地震で休止中の「立野」停留所に変わり、アーデンホテル阿蘇が南阿蘇地区コミュニティバス「ゆるっとバス」との新たな結節点となる。
- 2017年（平成29年）
  - 4月1日 - 熊本地震によるJR豊肥線一部不通の影響による利用客増加を考慮し、産交便のみ土日祝日とその前日においてはトイレ無し車両による運行へ変更。これに伴い、阿蘇駅前において10分間の途中休憩を追加（大分バス便は従来通り）。
  - 6月7日 - 産交便のみ道の駅すごうでの休憩時間を10分間から20分間に変更。阿蘇駅前での休憩を含め合計30分の休憩を挟む事になる（大分バス便は変更なし）。
  - 7月1日 - 産交便のみこれまでの道の駅すごうから道の駅あさじに休憩場所の変更（休憩時間は20分のまま）。トータルの所要時間に変更なし（大分バス便は変更なし）。
  - 10月1日 - ダイヤ改正により1往復増便により1日8往復（産交4・大バ4）へ。一部予約制（20席限定予約定員制）となる。さらに、産交便のみこれまでの阿蘇駅前での10分間休憩から、道の駅阿蘇での10分間休憩に変更（道の駅あさじでの休憩は変更なし。また、大分バス便は従来通り道の駅すごうでの10分間休憩のみ）。
  - 12月1日 - ダイヤ改正により、大分バス便における道の駅すごうでの10分間休憩を30分間に延長（九州産交便は変更なし）。
- 2018年（平成30年）
  - 4月1日 - 運賃改定。熊本駅－大分金池ターミナル間が2,780円→3,300円に[5]。
  - 12月1日 - ダイヤ改正。産交・大バ両便共、新たにアーデンホテル阿蘇において10分間の途中休憩を設定。これに伴い、これまで大分バス便で実施していた道の駅すごうにおける30分間の休憩から20分間の休憩に短縮と共に、産交便で実施していた道の駅阿蘇における10分間の休憩は廃止（道の駅あさじにおける20分間の休憩は変更なし）。
- 2019年（平成31年・令和元年）
  - 4月1日 - 本路線の補完系統として熊本 - 阿蘇線を新たに運行開始（1日1往復）。また、熊本駅前においては駅前再開発工事着手に伴い、大分行きの乗り場がこれまでの「のりば3」（高速・特急バス専用）から、一般路線バス熊本交通センター方面乗り場と同じ「のりば1」へ変更。
  - 5月10日 - 大分（トキハ前/フォーラス前）のバス停名称を「中央通り」に変更。
  - 9月11日 - 熊本市桜町一帯再開発ビル（名称：SAKURA MACHI Kumamoto）完成に伴う同ビル内バスターミナルに乗り入れ開始により、熊本交通センター乗降場所を変更。名称もこれまでの「熊本交通センター」から「熊本桜町バスターミナル」に改称[6][7][8]。
- 2020年（令和2年）
  - 4月10日 - 新型コロナウイルスの世界的感染拡大の影響により、8往復のうち2往復（熊本発・大分発各2便）を運休。
  - 7月1日 - さらに1往復（熊本発・大分発各1便）を運休。
  - 10月12日 - ダイヤ改正。熊本地震で不通となっていた国道57号復旧に伴うもの。
    - これまでミルクロードへ迂回していた大津 - 赤水駅間は現道経由に戻り、同区間が16分前後短縮。
    - 赤水駅へは1回のみの停車となる。
    - 途中休憩箇所を産交・大バ便とも道の駅すごうでの1箇所において30分間の休憩に統一。
    - 当路線の補完系統として運行してきた熊本 - 阿蘇線「Aso-go」の運行を終了。
- 2021年（令和3年）
  - 1月20日 - 新型コロナウイルスの感染拡大による熊本県が独自に出した緊急非常事態宣言を受け、当面の間全便運休。
  - 3月20日 - 1日5往復に減便して運行再開。
  - 4月1日 - ダイヤ改正により、運行内容を変更。
    - 熊本駅周辺再開発による駅前広場整備完了に伴い、大分行乗り場をのりば1（一般路線バス桜町BT方面）からのりば7（高速・特急・空港リムジン専用）へ変更。
    - 大津駅（南口） - 乙姫ペンション村入口間は国道57号現道経由から前年に開通した北側復旧ルートへ経路変更。これに伴い、これまで停車していた「アーデンホテル阿蘇」・「赤水駅前」への停車を廃止。
    - 中九州横断道路利用を大野IC - 犬飼IC間から竹田IC - 犬飼IC間へ延伸。これに伴い、「朝地駅前」・「犬飼久原」への停車を廃止。また、これまで停車していた「道の駅おおの」停留所を移設する形で「大野IC」停留所を新設（ただし、当該バス停は大分バス便のみが乗降扱いを行い、九州産交便は通過となる）。
    - 新型コロナウイルス感染拡大の影響による需要減少により、大分バス便を1往復減便し、8往復16便から7往復14便（産交4・大バ3）へ[9]。

  - 5月12日 - 新型コロナウイルスの感染拡大による影響により当面の間全便運休。
  - 7月22日 - 1日5往復（産交2・大バ3）に減便して運行再開。
- 2023年（令和5年）11月30日 - 九州産交便のみ運賃支払い方法として新たにクレジットカードまたはカード決済アプリ搭載のスマートフォンにおけるタッチ決済を導入[10]（大分バス便は導入無し）。

## 所要時間・運行回数・乗車券等
全便とも、大分発熊本行きが金池ターミナル→熊本駅前間、熊本発大分行きが熊本駅前→大分県庁正門前間の運行である。熊本桜町バスターミナル - 大分（中央通り）間の所要時間は約4時間20分～30分前後（途中30分間の休憩時間を含む。ただし、便により所要時間は多少異なる）。
- 運行回数：8往復

20席限定予約定員制で座席は全席自由席だが、満席時は乗車できない場合がある。運賃は車内精算。
- 以前は座席指定制で、予約後に各窓口で乗車券購入が必要であった。2002年に座席指定制が廃止されて、乗車券の事前購入は必須ではなくなり、現金でも利用可となった。
- 乗車券は、両者の営業所窓口のほか、熊本側では熊本桜町バスターミナル、熊本空港、阿蘇駅等に設置されている自動券売機で発売。予約分のみ各窓口にて定数券ならびに乗車便指定の乗車券を発行する他、券なき場合は乗務員に氏名を告げて乗車できる。往復券、回数券は車内販売はしていない。
- 大分県内を通るためSUNQパスは北部九州＋下関版と全九州＋下関版のみ利用可。
- 大分バスではnimocaまたは全国10社交通系ICカードが利用できる。産交便は「くまモンのICカード（熊本地域振興ICカード）」が利用可能。以前は産交便でもnimocaほか全国10社交通系ICカードが使えたが、2024年11月15日を以って取り扱いを終了した。
- 2023年11月30日より、九州産交便のみにおいて、空港リムジンバスなどで既に導入されているクレジットカードによるタッチ決済が導入され、国際ブランド（Visa・JCB・American Express・Diners Club・Discover・銀聯・Mastercard（2025年2月24日より））のタッチ決済対応クレジットカード・デビットカード・プリペイドカードならびにスマホアプリが使用可能となった。使用方法として、乗車時に乗降口に設置されている専用機器にカード等をタッチし、降車時において運賃箱に取付けてある専用読取機器に再度カード等をタッチする事で決済完了となる。

## 運行経路・停車停留所
太字は停車停留所。熊本駅前 - 阿蘇くまもと空港（熊本行は益城インター口）間ならびに米良バイパス入口 - 金池ターミナル（大分行は県庁正門前）間のみにおいては相互利用は不可＜クローズド・ドア＞。2021年4月1日現在。
熊本駅前 - 熊本桜町バスターミナル - 通町筋 - 味噌天神 - 水前寺公園前 - 熊本県庁前 - 自衛隊前 - 東町中央 - 益城インター口 - 阿蘇くまもと空港 - （県道36号・国道57号） - 大津駅（南口） - （国道57号現道） - 大津IC - （国道57号北側復旧ルート） - 阿蘇西IC - （国道57号現道） - 乙姫ペンション村入口 - カドリー・ドミニオン前 - 阿蘇駅前 - 宮地駅前 - 笹倉 - 道の駅すごう - 玉来 - 竹田温泉花水月 - 竹田IC - （中九州横断道路） - 大野IC - 犬飼IC - （国道57号・国道10号） - 戸次 - （米良バイパス） - 米良バイパス入口 - 要町（大分駅高速バスのりば） - 中央通り - 合同新聞社前 - 県庁正門前 - 金池ターミナル
- 大野ICは大分バス便のみ停車（九州産交便は通過扱い）。
- 大分行は、熊本駅前は7番のりばから、熊本桜町バスターミナルは6番のりばから、阿蘇くまもと空港は2番のりばから発車する。熊本行は、中央通りは1番のりばから、阿蘇くまもと空港は1番のりばから発車する。
- 大分行は県庁正門前が終点、熊本行は金池ターミナルが始発となる。
- 道の駅すごうにて30分間の途中休憩有り。尚、大幅な遅延があった場合、途中休憩は短縮する場合がある。

## 車内設備・運行車両

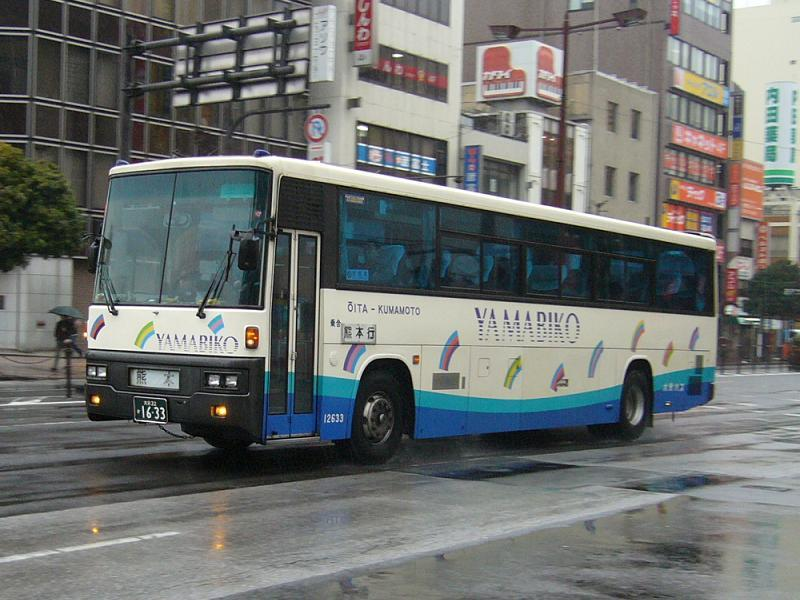
かつての両社共通塗装車
（写真は大分バス）

### 車内設備
- ハイデッカー
- 4列シート（2＋2列）
- トイレ（大分バスのみ）
- 座席コンセント（一部車両のみ）

両社とも元々は4列シート（横2+2列）の一般観光タイプの標準床車両で運行されていたが、1989年における高速バス開設ブーム時期に便乗する形で運行車両が大幅リニューアルされ、高速バスと同じ設備（テレビ（ビデオ映画）、マルチステレオ（音楽サービス）、車内公衆電話、トイレ、おしぼり・飲み物サービス）を備えた右横の写真にある両社共通の本路線専用カラーリングを纏った3列シート（横2+1列　乗客定員29人）のハイデッカー車両が導入され、座席指定制となり事前予約が必要であった。
2002年に座席指定制が廃止されて以降、九州産交便では他路線との車両汎用化によって徐々に4列シート車での運行が多くなり、2010年までにおける経年式車一掃によって全便4列シート車に置き換えられた。大分バス便も、2003年以降に導入された新車は4列化されたが、一部便では長きにわたりそのまま3列シート車が用いられるも、2015年4月のダイヤ改正時には全車が4列シート車に置き換わったが、2023年現在では1日1往復のみ3列シート車での運行が復活している。
現在は、車両コストダウン化によって車内サービスは全て廃止され、トイレ以外の車内設備・サービスはない。また熊本地震以降、九州産交便では基本的にトイレのない車両が使用されるようになった（ただし、運用の都合上、日によっては稀にトイレ付車両が入る事もある）。

### 運行車両
- 九州産交バス
  - 三菱ふそう エアロバス 　※元貸切車
  - ヒュンダイ ユニバース　※元きりしま号からの転用
    - 予備車両として空港線で使われている車両（3代目空港色）のほか、車両都合時には稀にひのくに号用のトイレ付車両がイレギュラーで入る事もある。

- 大分バス
  - 日野 セレガ（JBUS）
  - 三菱ふそう・エアロバス
  - 三菱ふそう エアロエース

## 熊本 - 阿蘇線（運行終了）
2019年4月1日より熊本市の中心市街地からやまびこ号の途中経由地である阿蘇市とを結ぶ路線として運行開始した。従来この区間はJR豊肥本線との競合区間であり、長きにわたりJRとの乗客の奪い合いが続いていた。2016年4月に発生した熊本地震により大津 - 阿蘇間は、2019年1月時点でも寸断されたままとなっていた。そのため、この時点で当該区間を直接結ぶアクセス手段はやまびこ号、または九州横断バスのみであった事、特にこの区間は通勤・通学客のほか、県外や外国人観光客の利用者も多く、バスによる輸送手段しかない状況下では平日も満席になる事も多く、土休日は続行便が出るほどの盛況ぶりである事などから、やまびこ号の補完的役割を果たす路線として設定された。1日1往復の運行で九州産交バス熊本営業部高速バス営業所が担当し、阿蘇側の運行支援（改札・発着案内・乗務員休憩）は産交バス阿蘇営業所がおこなった。
座席定員制で予約不要。運賃は車内精算。座席は全席自由席だが、満席時は乗車できない。
2020年10月12日を以って運行終了となった。理由として、2020年に入り新型コロナウイルスの世界的感染拡大の影響により利用が低迷していた事、ならびに、熊本地震で不通となっていたJR豊肥本線の一部区間が同年8月8日に完全復旧し、運行再開した。さらに、同年10月3日には寸断されていた国道57号の現道が復旧し、北側復旧ルートも開通し、熊本 - 阿蘇間の交通事情が地震前の状態に戻った事から、当該区間の補完系統である一定の役割を終えたため。

### 運行経路・停車箇所
太字は停車停留所。西部車庫 - 阿蘇くまもと空港（熊本行は益城インター口）間のみの利用は不可。
西部車庫 - 熊本駅前 - 熊本桜町バスターミナル - 通町筋 - 味噌天神 - 水前寺公園前 - 熊本県庁前 - 自衛隊前 - 東町中央 - 益城インター口 - 阿蘇くまもと空港 - （県道36号・国道57号） - 大津駅（南口） - （県道339号（ミルクロード）・国道57号） - 赤水駅 - アーデンホテル阿蘇 - 赤水駅前 - 乙姫ペンション村入口 - カドリー・ドミニオン前 - 阿蘇駅前 - 阿蘇プラザホテル - 内牧温泉（はな阿蘇美）
- 阿蘇行は、熊本駅前は1番のりばから、熊本桜町バスターミナルは6番のりばから、阿蘇くまもと空港は2番のりばから発車する。熊本行は、阿蘇くまもと空港は1番のりばから発車。

### 使用車両
本路線は阿蘇 - 福岡線「ASOエクスプレス号」への車両送り込み運用としての要素も兼ねているため、トイレ付きの高速仕様車が用いられる。
- ハイデッカー
- 4列シート（2＋2列）
- 毛布
- トイレ

### 使用可能な乗車券類
片道・往復乗車券は、熊本・阿蘇の両営業所窓口のほか、熊本桜町バスターミナル、熊本空港、阿蘇駅に設置の自動券売機で発売。熊本県内のみを通るため、SUNQパスは北部九州版・南部九州版・全九州版いずれも利用可能であった。このほか、「くまモンのICカード（熊本地域振興ICカード）」ならびに「nimoca」ほか全国10社交通系ICカードが利用できた。